# 彰化縣彰化市快官國民小學
彰化縣彰化市快官國民小學，簡稱快官國小，是位於臺灣彰化縣彰化市的公立國民小學。校史可追溯至1917年（大正六年）10月1日所設立的快官日語講習所。

## 沿革
臺灣日治時期，政府為實施日語訓練:62，於1917年（大正六年）10月1日設立快官日語講習所，為快官國小之前身。1918年4月，專門教育臺人子弟:63的「番社口公學校」（今大竹國小）設立番社口公學校快官分教場，1921年改稱大竹公學校快官分校，直至1922年4月獨立設校，為快官公學校。1941年4月（昭和十六年），改名為梅園國民學校。1945年12月，中華民國國民政府接管臺灣，本校改制為快官國民學校。1968年，因九年國民義務教育實施，更名為快官國民小學。:574
原有兩間分校，分別為1948年分設的田中分離教室（後獨立為彰化縣彰化市三民國民小學）與1954年分設的臨時分班（後獨立為彰化縣彰化市石牌國民小學）。

## 歷任校長
以下資料來自於《彰化市志》:574與快官國小校網：
| 姓名       | 任期                  | 備註               |
| ---------- | --------------------- | ------------------ |
| 伊志嶺朝堅 | ?                     | 日治時期第一任校長 |
| 肥後盛弘   | ?                     |                    |
| 瀧澤治平   | ?                     |                    |
| 浦崎廉哲   | ?                     |                    |
| 永山政良   | ?                     |                    |
| 丸山重義   | ?                     |                    |
| 張清波     | 1945年12月－1961年2月 | 民國時期第一任校長 |
| 張 農      | 1961年4月－1963年3月  |                    |
| 王啟淵     | 1963年3月－1964年9月  |                    |
| 張萬和     | 1964年9月－1970年10月 |                    |
| 朱景榮     | 1970年10月－1978年9月 |                    |
| 施叔榮     | 1978年9月－1982年9月  |                    |
| 鄭文正     | 1982年9月－1986年1月  |                    |
| 張栩煜     | 1986年8月－1991年8月  |                    |
| 魏三郎     | 1991年8月－1995年2月  |                    |
| 梁坤益     | 1995年2月－1999年2月  |                    |
| 鄭滄龍     | 1999年2月－2005年8月  |                    |
| 陳秀梅     | 2005年8月－2009年8月  |                    |
| 王淑貞     | 2009年8月－2017年1月  |                    |
| 楊淙富     | 2017年2月－2024年7月  |                    |
| 黃至賢     | 2024年8月-至今        |                    |